# Татарський Сухий Ізяк
Татарський Сухий Ізя́к (рос. Татарский Сухой Изяк, башк. Татар Ҡоро Иҙәге) — присілок у складі Федоровського району Башкортостану, Росія. Входить до складу Покровської сільської ради.
Населення — 155 осіб (2010; 183 в 2002).
Національний склад:
- татари — 96%